# 2017년 전미 비평가 협회상
제52회 전미 비평가 협회상은 2017년 최고의 영화를 기리기 위해 2018년 1월에 열린 시상식이다.

## 수상 및 후보

### 작품상
- 레이디 버드 수상
- 겟 아웃
- 팬텀 스레드

### 감독상
- 레이디 버드 - 그레타 거윅 수상
- 겟 아웃 - 조던 필
- 팬텀 스레드 - 폴 토마스 앤더슨

### 여우주연상
- 셰이프 오브 워터: 사랑의 모양 - 샐리 호킨스 수상
- 내 사랑 - 샐리 호킨스 수상
- 레이디 버드 - 시얼샤 로넌
- 쓰리 빌보드 - 프란시스 맥도맨드
- 조용한 열정 - 신시아 닉슨

### 남우주연상
- 겟 아웃 - 다니엘 칼루야 수상
- 팬텀 스레드 - 다니엘 데이 루이스
- 콜 미 바이 유어 네임 - 티모시 샬라메

### 여우조연상
- 레이디 버드 - 로리 멧칼프 수상
- 팬텀 스레드 - 레슬리 맨빌
- 아이, 토냐 - 앨리슨 제니

### 남우조연상
- 플로리다 프로젝트 - 윌렘 대포 수상
- 콜 미 바이 유어 네임 - 마이클 스털버그
- 셰이프 오브 워터: 사랑의 모양 - 마이클 스털버그
- 더 포스트 - 마이클 스털버그
- 쓰리 빌보드 - 샘 록웰

### 각본상
- 레이디 버드 - 그레타 거윅 수상
- 겟 아웃 - 조던 필
- 팬텀 스레드 - 폴 토마스 앤더슨

### 촬영상
- 블레이드 러너 2049 - 로저 디킨스 수상
- 덩케르크 - 호이트 반 호이테마
- 플로리다 프로젝트 - 알렉시스 자베

### 외국어영화상
- 엘리자의 내일 - 크리스티안 문주 수상
- 페이시스 플레이시스 - 아녜스 바르다
- 120 BPM - 로빈 캉필로

### 다큐멘터리상
- 페이시스 플레이시스 - 아녜스 바르다 수상
- 뉴욕 라이브러리에서 - 프레더릭 와이즈먼
- 도슨 시티: 얼어붙은 시간 - 빌 모리슨

### 실험영화상
- 굿 럭 - 벤 러셀 수상

### 특별공헌상
- 리처드 쉬켈 수상

### 특별상
- 스푸어 - 아그네츠카 홀란드 수상